# 安德烈·古鲁廖夫
安德烈·维克托罗维奇·古鲁廖夫（羅馬化：Andrey Viktorovich Gurulyov；1967年10月16日—）是一位俄罗斯政治人物和前军官，统一俄罗斯党成员，自2021年9月21日起担任国家杜马议员。他曾于2016年至2017年担任俄罗斯军队南部军区副司令。

## 制裁
古鲁廖夫于2022年因俄乌战争而受到英国政府和美国财政部制裁。